# La espuma de los días (película)
La espuma de los días  (en francés: L'Écume des jours) es una película francesa dirigida por Michel Gondry en 2013. Se trata de una adaptación para el cine de la novela homónima escrita por Boris Vian.

## Sinopsis
Colin es tan rico que no necesita trabajar. Vive lujosamente, tiene cocinero particular y su afición más querida es el jazz. Hasta su ratón es rico y posee estancias únicas. Con su amigo Chick, el protagonista prepara cócteles y combinaciones increíbles. Un día, Chick cuenta a Colin que ha conocido a Alise, una joven admiradora de su admirado Jean-Sol Partre (alter ego del escritor Jean-Paul Sartre). Casualmente, Alise es sobrina de su cocinero, Nicolás. En una fiesta, Colin se enamora a primera vista de Chloé, cuyo nombre le recuerda a Duke Ellington. A partir de entonces, los jóvenes viven una historia de amor. Pronto, Colin y Chloé deciden casarse. En la ceremonia hay incluso una carrera de coches entre los novios y los padrinos, Chick y Alise. Esta última está resentida por perder la carrera y por no poder casarse con Chick, pues su compañero gasta todo lo que gana y más en su adorado Jean-Sol Partre.
En la luna de miel, Chloé aspira una semilla que le provocará una grave enfermedad: un nenúfar comienza a crecer en su pulmón. La enfermedad progresa y el tratamiento recomendado por el médico es que ella viva cercada de flores. Conforme el estado de salud de Chloé se agrava, la casa de Colin se va ensombreciendo y, a la vez, comienza a encoger, como su fortuna. La situación se hace tan calamitosa, que hasta Nicolás comienza a envejecer rápidamente. Necesitado, Colin decide trabajar en la industria armamentística, que da grandes beneficios. Sin embargo, las armas producidas por Colin son ineficientes. Su casa continúa oscureciéndose y la salud de Chloé solo empeora. 
Alise, por su parte, está obsesionada con acabar con Jean-Sol Partre, raíz de sus desdichas. Para colmo de males, Chick pierde su empleo y es perseguido por el Fisco. El final de la pareja va a ser trágico. Un policía acaba con la vida de Chick y Alise muere en un incendio. De camino al cementerio, Colin depara en un nenúfar que vive plácidamente en un lago. Su odio es tal que se lanza al agua para intentar vencer a su enemigo.

## Elenco
- Romain Duris .... Colin
- Audrey Tautou .... Chloé
- Gad Elmaleh .... Chick
- Aïssa Maïga .... Alise
- Omar Sy .... Nicolás
- Charlotte Le Bon .... Isis de Ponteauzanne
- Sacha Bourdo .... el ratón
- Philippe Torreton .... Jean-Sol Partre
- Marina Rozenman .... la duquesa de Bovouard
- Alain Chabat .... Jules Gouffé
- Vincent Rottiers .... el religioso
- Laurent Lafitte .... el director de la sociedad
- Natacha Régnier .... la vendedora de remedios
- Michel Gondry .... doctor Mangemanche
- Zinedine Soualem .... el director de la industria de armamentos
- Laurent Porteret .... Dj de la pista de patinaje
- Jean-Stéphane Ollier .... trabajadora de la pista de patinaje
- Francis Van Litsenborgh .... el empresario
- David Bolling .... voz de Jean-Sol Partre

## Estilo
La dirección de Michel Gondry, los escenarios, los efectos especiales y el uso de los colores intentan dar cuenta del universo fantástico y surrealista creado por Boris Vian como un mundo paralelo a nuestra sociedad civilizada. La fantasía de Vian llega al extremo en la cinta de Gondry: el universo en miniatura del ratoncito, las nubes que transportan los amantes, los zapatos que huyen de los pies, la violencia banalizada, una plantación de armas de fuego. Los colores alegres, vivos y joviales del inicio de la película se van se desdibujando hasta llegar a tonos grises y negros al final de la obra.

## Recepción de la crítica
La película de Gondry tuvo una acogida pobre para un presupuesto de 20 millones de euros (y de un director reconocido por su anterior película, Eternal Sunshine of the Spotless Mind), aunque tuvo como competidora otra película notable: La vida de Adèle, de Abdellatif Kechiche.